# Mosfora silvestrii
Genre
Espèce
Synonymes
- Takaoia silvestrii Roewer, 1927

Mosfora silvestrii, unique représentant du genre Mosfora, est une espèce d'opilions laniatores de la famille des Epedanidae.

## Distribution
Cette espèce est endémique de Taïwan.

## Description
Le mâle syntype mesure 3,5 mm.

## Systématique et taxinomie
Cette espèce a été décrite sous le protonyme Takaoia silvestrii par Roewer en 1927. Elle est placée dans le genre Mosfora par Roewer en 1938.
Ce genre a été décrit par Roewer en 1938 dans les Epedanidae.

## Étymologie
Cette espèce est nommée en l'honneur de Filippo Silvestri.

## Publications originales
- Roewer, 1927 : « Ostasiatische Opiliones, von Herrn Prof. F. Silvestri im Jahre 1925 erbeutet. » Bollettino del Laboratorio di Zoologia Generale e Agraria della Facolta Agraria in Portici, vol. 20, p. 192–210.
- Roewer, 1938 : « Über Acrobuninae, Epedaninae und Sarasinicinae. Weitere Weberknechte IX. (9. Ergänzung der Weberknechte der Erde 1923). » Veröffentlichungen aus dem Deutschen Kolonial- und Übersee-Museum in Bremen, vol. 2, p. 81–169.